# Sternopriscus minimus
Sternopriscus minimus är en skalbaggsart som beskrevs av Lea 1899. Sternopriscus minimus ingår i släktet Sternopriscus och familjen dykare. Inga underarter finns listade i Catalogue of Life.

## Bildgalleri

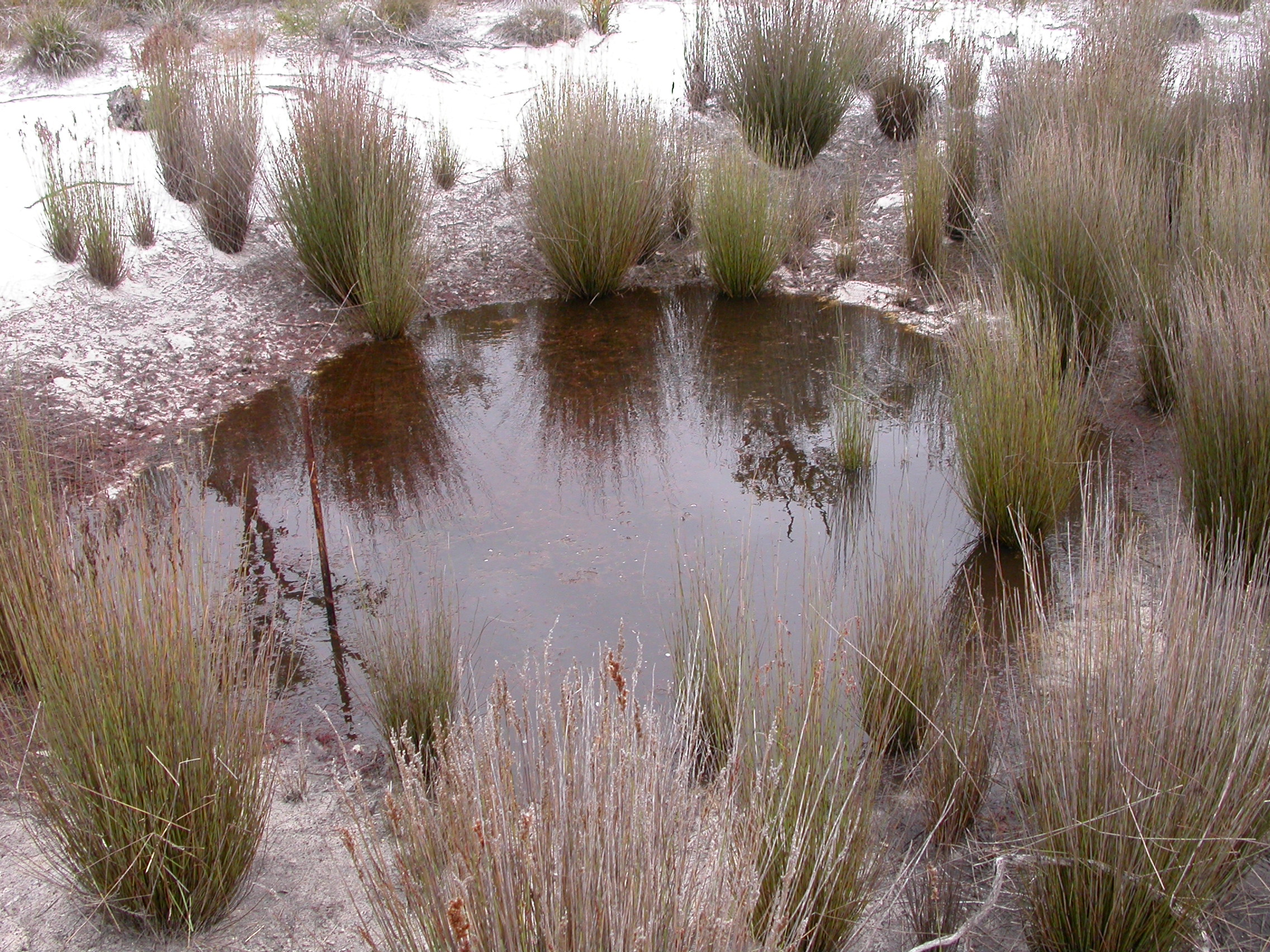